# 백성학
백성학(1940년 4월 18일 ~)은 대한민국의 기업인이다. 모자 생산업체인 영안모자, 버스 생산 업체인 자일대우버스 등을 소유하고 있다. 

## 같이 보기
- 영안모자
- 자일대우버스